# Cầu dây văng

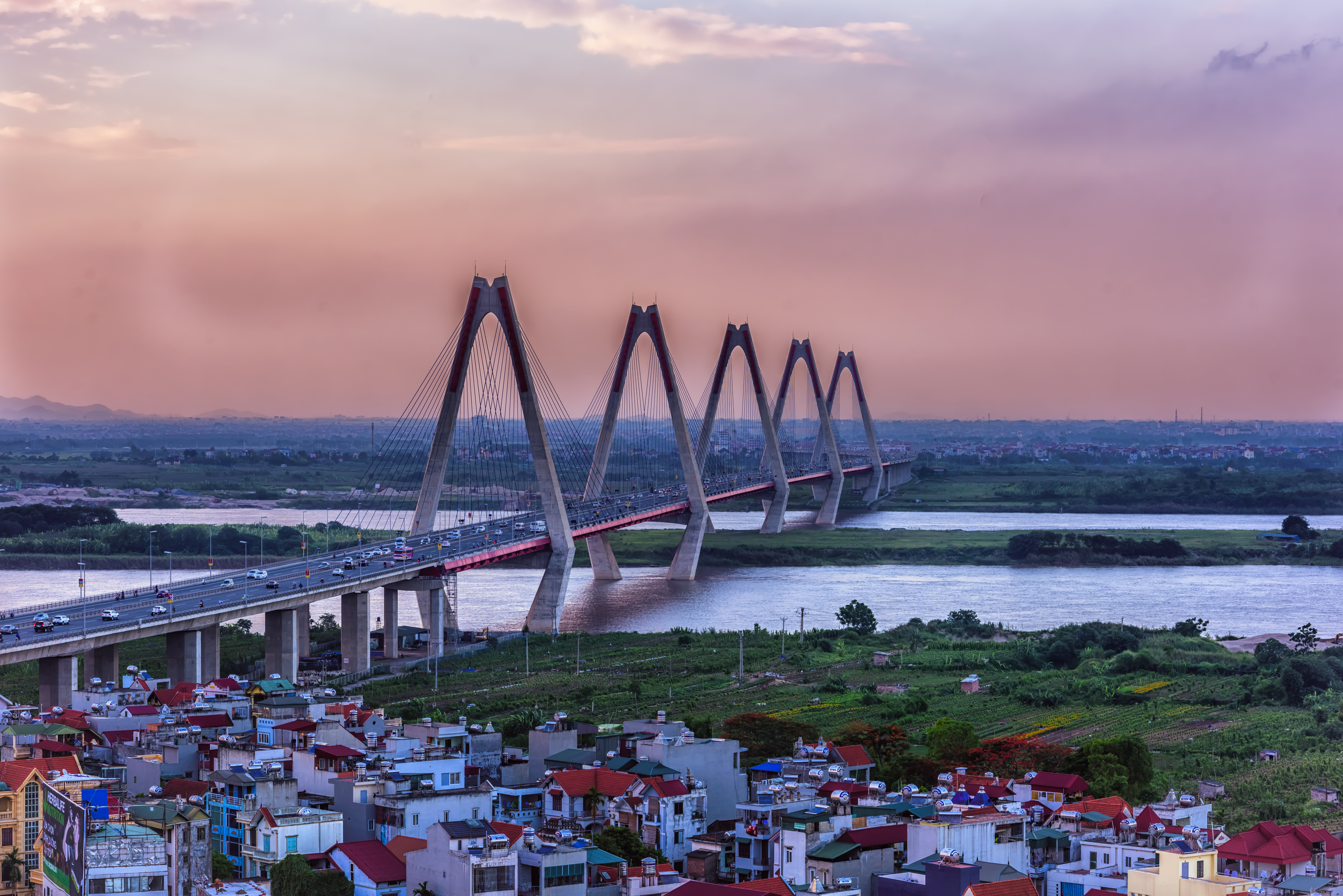
Cầu Nhật Tân là cầu dây văng lớn nhất Việt Nam nằm tại Hà Nội

Cầu dây văng là một loại cầu bao gồm một hoặc nhiều trụ (thường được gọi là tháp), với dây cáp neo chịu đỡ toàn bộ hệ mặt cầu và các dầm cầu.
Có ba loại cầu dây văng chủ yếu, được phân biệt theo cách nối cáp vào trụ cầu. Theo kiểu thiết kế đàn hạc, các dây cáp được bố trí gần như song song nhau bằng cách buộc đầu cáp vào các điểm khác nhau của tháp để chiều cao khoảng cách giữa các dây văng gắn liền ở tháp gần bằng khoảng cách giữa các dây văng phần dưới gắn với các vị trí trên cầu, dọc theo lòng đường. Theo kiểu thiết kế rẻ quạt, tất cả các dây cáp đều được nối vào, hoặc nối qua đỉnh tháp. Kiểu thứ ba là thiết kế tất cả dây văng neo vào một điểm cố định trên tháp gọi là sơ đồ dây đồng quy.
Kiểu thiết kế cầu dây văng là kiểu cầu tối ưu, vì độ dài nhịp của nó nằm giữa độ dài của hai loại cầu dầm liên tục và cầu treo dây võng. Với cùng một khoảng chiều dài, nhịp thì cầu dây võng cần một số lượng dây cáp nhiều hơn, còn cầu dầm liên tục đỡ trên cần một lượng vật tư nhiều hơn và trở nên nặng nề hơn.

Sự khác nhau giữa các loại cầu
Cầu dây võng
Cầu dây văng, kiểu rẻ quạt
Cầu dây văng, kiểu đàn hạc

## Các cây cầu dây văng đáng chú ý

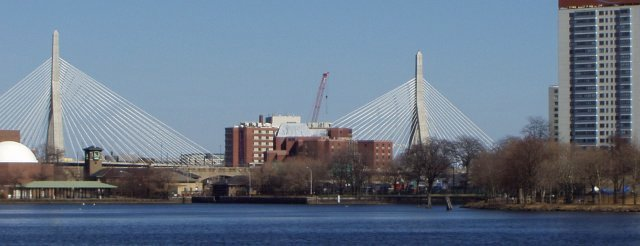
Cầu Leonard P. Zakim ở Boston, Massachusetts. Hiện nay nó là cầu dây văng rộng nhất thế giới.

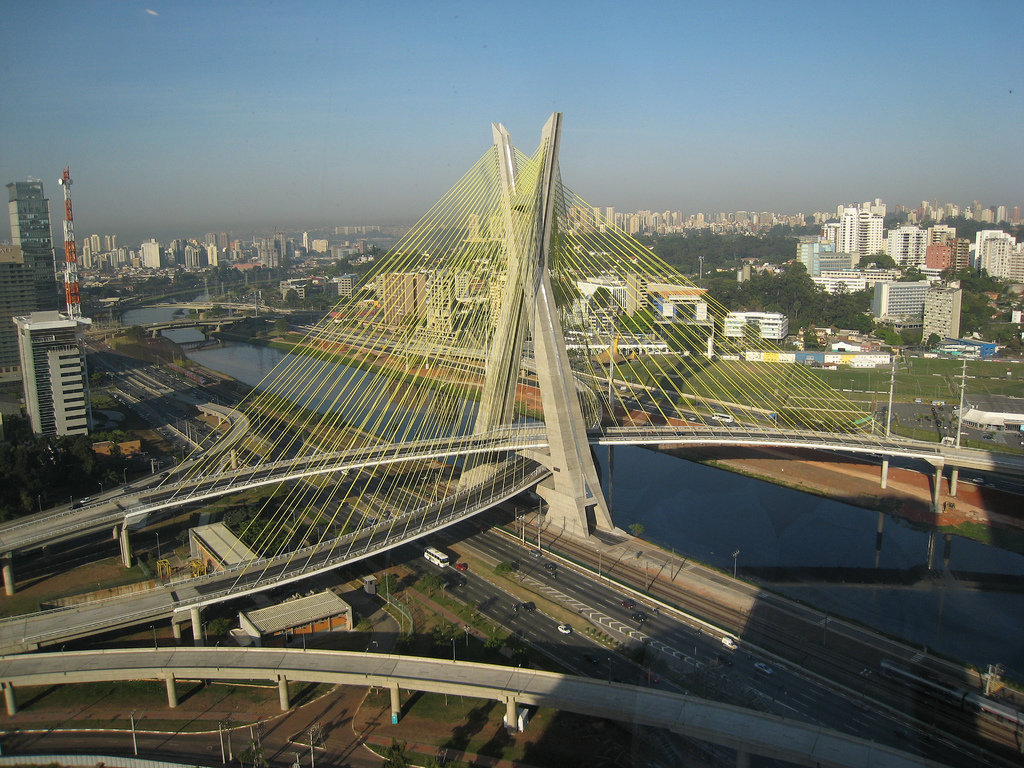
Cầu Octávio Frias de Oliveira ở São Paulo, Brasil có hai tầng và đường quay sang hai phía, được nâng đỡ bởi một cột trụ bê tông hình chữ X.

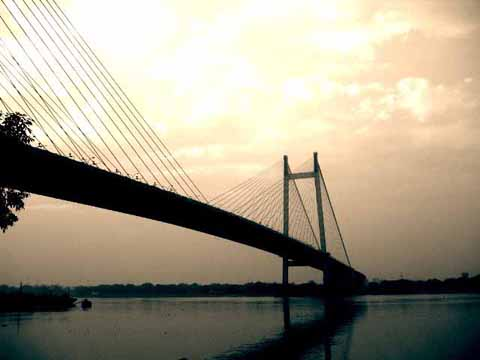
Cầu Vidyasagar Setu, Ấn Độ

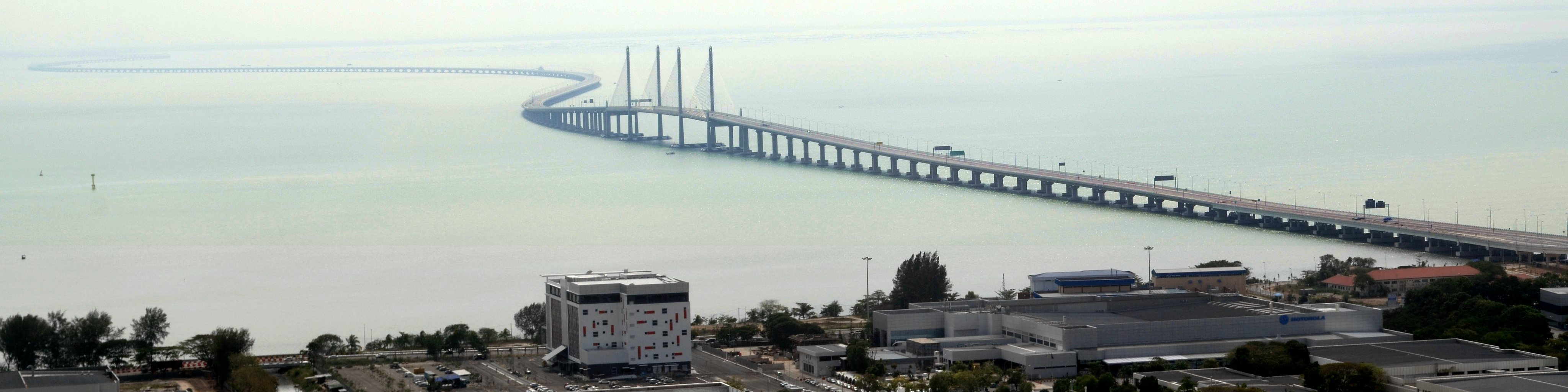
Cầu Penang 2, Malaysia

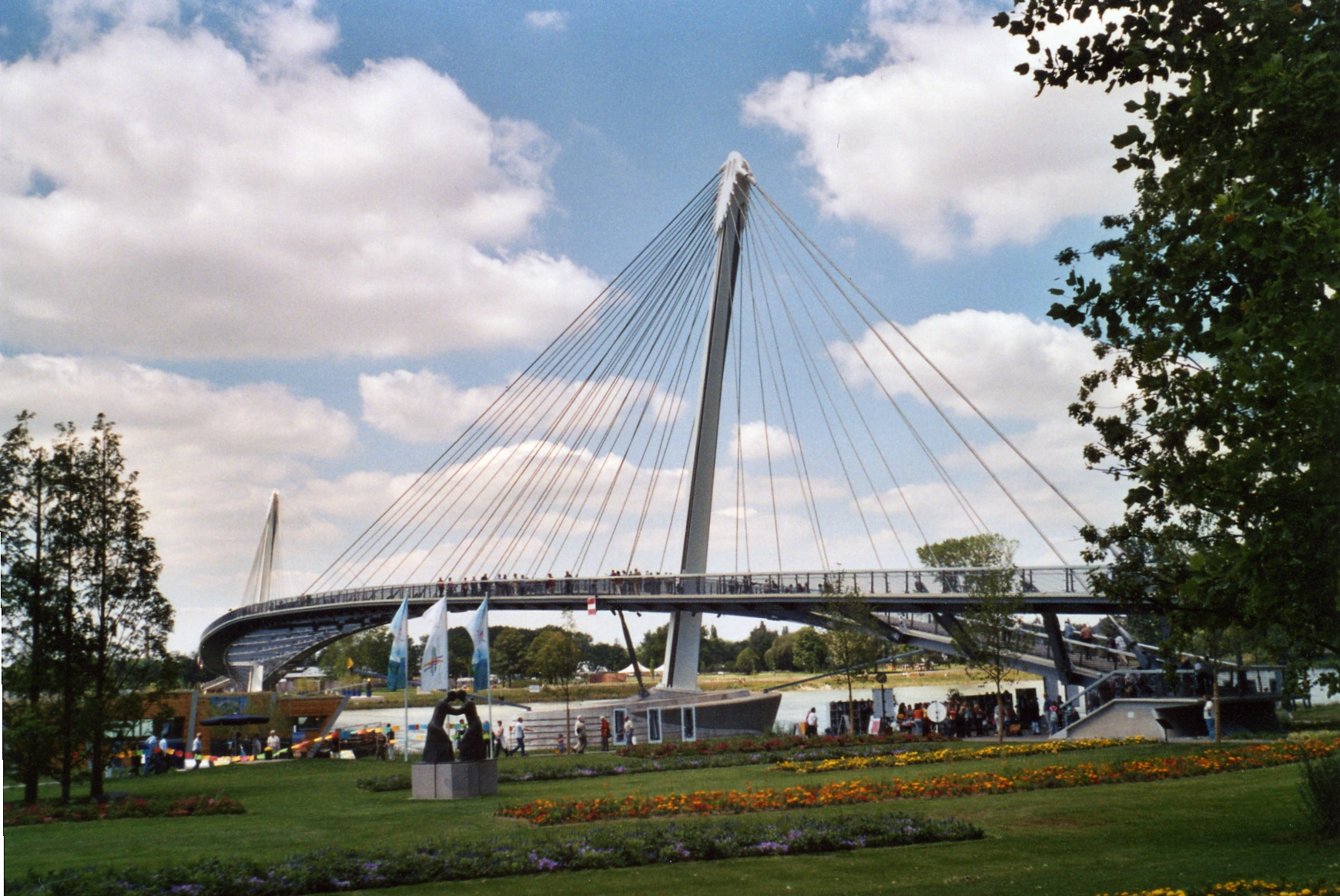
Cầu Passerelle Mimram, Pháp

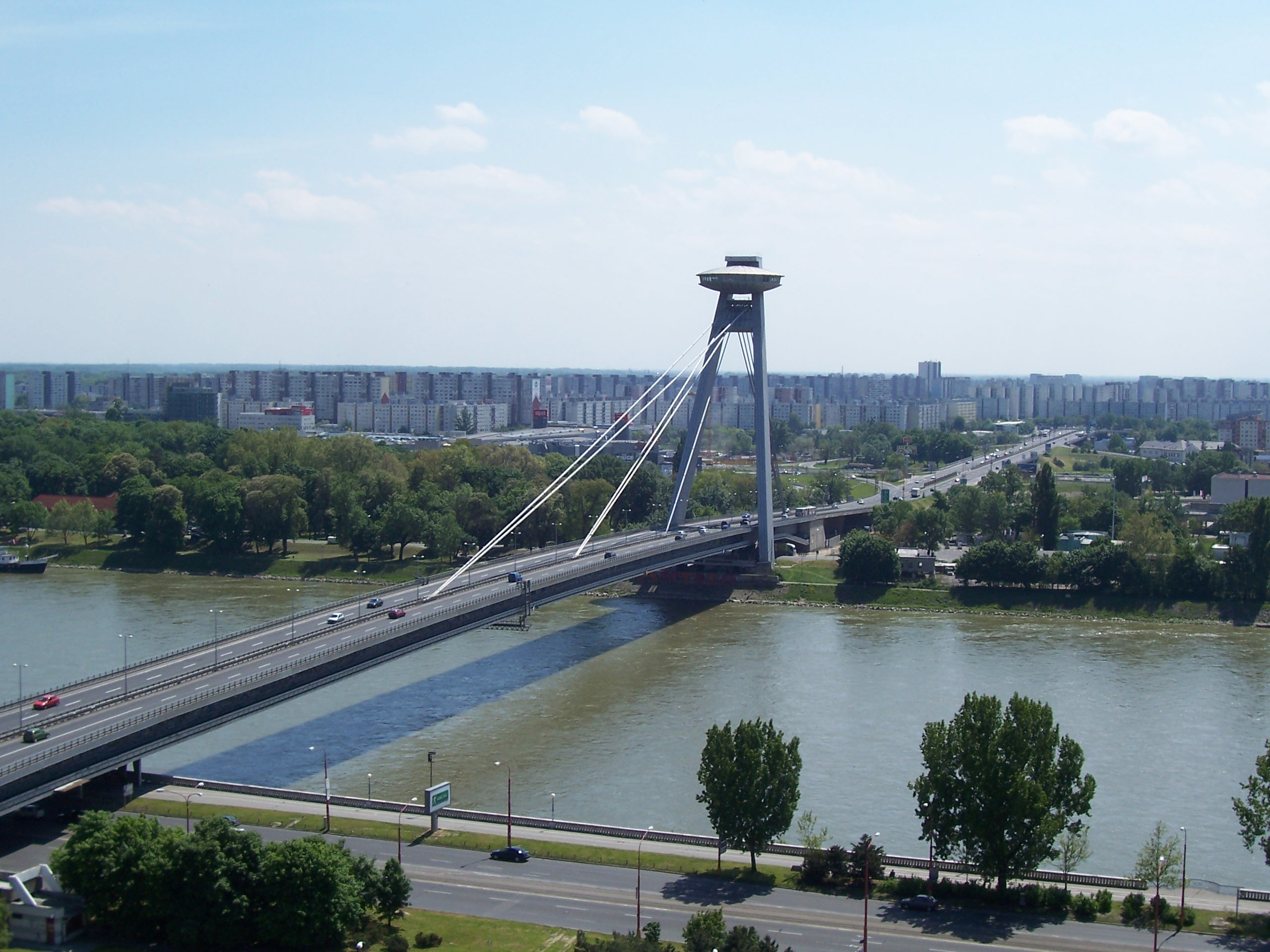
Cầu Nový Most, Slovakia

Xem thêm: Danh sách các cầu dây văng lớn nhất
- Arthur Ravenel, Jr. Bridge: cầu dây văng dài nhất ở vùng Western Hemisphere, bắc qua Sông Cooper ở Charleston, Nam Carolina.
- Bandra Worli Sea-Link: cây cầu đôi - cầu dây văng 8 làn xe dài 5.6 km trong đề án cầu vượt biển và hệ thống Đường cao tốc đảo Tây, thông xe ngày 30 tháng 6 năm 2009, nối Mumbai, Ấn Độ với vùng ngoại thành phía tây.
- Captain William Moore, Alaska: là một cây cầu dây văng bất đối xứng một trụ tháp, nằm gần Skagway, Alaska. Là cây cầu dây văng đầu tiên của Hoa Kỳ.
- Centennial Bridge: cây cầu 6 làn xe, bắc qua Kênh đào Panama với chiều dài là 1.05 km.
- Vidyasagar Setu (Cầu Hooghly thứ 2) ở Kolkata, Tây Bengal, Ấn Độ là cây dây văng dài nhất ở bán lục địa Ấn Độ, với nhịp cầu chính dài 457,2 m (1.500 foot) và tổng chiều dài 823 m (2.700 foot).
- Cầu Penang 2 ở Malaysia là cầu dài nhất Đông Nam Á, với tổng chiều dài 24 km (15 mi).
- Cầu Vasco da Gama ở Lisbon, Bồ Đào Nha là cầu dài nhất châu Âu, với tổng chiều dài 17,2 km (10,7 dặm), bao gồm 0,829 km (0,5 dặm) của cầu chính, 11,5 km (7,1 dặm) cầu cạn, và 4,8 km (3,0 dặm) đường nối dài.
- Cầu Rio-Antirio: với tổng chiều dài 2880 m và 4 tháp, là cầu có sàn được treo bằng cáp dài thứ hai (dài 2258 m) thế giới, bắc qua Vịnh Corinth gần Patra, Hy Lạp.
- Cầu Tatara: là cầu dây văng có nhịp lớn nhất 890 m (2.920 foot), một phần của một loạt cầu nối Honshū và Shikoku ở Nhật Bản.
- Cầu cạn Millau là cầu có trụ cao nhất thế giới, cao 341m (1.118 foot) và phần đường cao 270m (886 foot), bắc qua sông Tarn ở Pháp. Với tổng chiều dài 2460 m và 7 tháp cầu, nó cũng là cầu có sàn được treo bằng cáp dài nhất thế giới.
- Cầu Kap Shui Mun: cầu mang cả đường bộ và đường ray, với nhịp chính dài 430m và tổng chiều dài 1323m, nối Ma Wan và đảo Lantau ở Hồng Kông trong một phần của Lantau Link phục vụ Sân bay quốc tế Hồng Kông.
- Skybridge: cầu bắc qua sông Fraser giữa New Westminster và Surrey, BC, Canada.
- Cầu Zakim Bunker Hill: cầu dây văng rộng nhất thế giới; gồm 10 làn xe của xa lộ liên bang 93 bắc quasông Charles,Boston, Massachusetts.
- Cầu Surgut: là cầu dây văng một trụ tháp dài nhất thế giới, vượt sông Ob ở Siberia.
- Arthur Ravenel, Jr. Bridge: cầu dây văng dài nhất ở Tây Bán cầu, bắc qua sông Cooper ở Charleston, Nam Carolina.
- Cầu Sundial: cần bắc qua sông Sacramento ở Redding, California.
- Cầu Ting Kau: Cầu dây văng lớn có 4 nhịp đầu tiên trên thế giới (3 trụ tháp), tạo thành một phần của hệ thống đường bộ nối Sân bay quốc tế Hồng Kông với các khu vực khác của Hồng Kông, Trung Quốc.
- Cầu Oresund, Một cầu kết hợp đường bộ và đường ray với một nhịp chính dài 490m và tổng chiều dài 7,85 km, vượt qua eo biển Oresund giữa Malmö, Thụy Điển và Vùng thủ đô Đan Mạch.
- Cầu Centennial: một cầu cho xe cộ 6 làn xe bắc qua Kênh đào Panama với chiều dài tổng cộng 1,05 km (3.451 ft).
- Cầu Sunshine Skyway: Cầu dài nhất thế giới với một nhịp chính dây văng. Cầu Oresund trông giống cầu này hơn ngắn hơn nhưng có nhịp chính dài hơn.
- Cầu Bãi Cháy: Cầu dây văng một mặt phẳng (các cáp treo dầm cầu xẽ nằm trên cùng một mặt phẳng qua chính giữa cây cầu). Cầu này bắc qua Vịnh Cửa Lục thành phố Hạ Long - Quảng Ninh - Việt Nam. Cầu có tổng chiều dài 903m và chiều dài nhịp chính cầu là 435m, do các kỹ sư Nhật Bản thiết kế và xây dựng. Cầu khởi công xây dựng năm 2003 và khánh thành năm 2006.
- Nový Most: Cây cầu dây văng loại đơn trụ dài nhất thế giới với một mặt phẳng dây cáp (các dây cáp nằm trên một mặt phẳng cắt qua chính giữa cầu). Nó bắc qua sông Danube ở thủ đô Bratislava, Slovakia. Nhịp cầu chính dài 303mét, và tổng chiều dài là 430,8 mét. Chủ yếu chỉ có thành viên của liên đoàn Great Towers thế giới World Federation of Great Towers mới được sử dụng cây cầu. Trên đỉnh cột trụ có một quán ăn hình chiếc đĩa ở độ cao 85 mét.
- Cầu đường sắt mới: cây cầu dây văng đầu tiên sử dụng hệ thống dầm của ngành công nghiệp đường sắt, nối liền hai bờ sông Sava ở Belgrade.